# Parodontellaceae
Famille
Les Parodontellaceae sont une famille d'algues de l'embranchement des Bacillariophyta (Diatomées), de la classe des Mediophyceae et de l’ordre des Eupodiscales.

## Étymologie
Le nom de la famille vient du genre type Parodontella, formé à partir du préfixe para- (du grec ancien παρά / pará, « à côté de »), et de  -odontella, par allusion au genre Odontella (famille proche des Odontellaceae), sans doute dans l'intention de Kormura de créer une famille distincte mais « à côté des Odontellaceae », peut-être pour isoler ou mettre en exergue des genres principalement fossiles. 

## Description
Les quatre genres Acigonium, Parodontella, Stylorium et Thamnodiscus partagent plusieurs caractéristiques communes parmi lesquels des frustules en forme de tonneau ou cylindriques, la principale caractéristique étant que les valves sont loculées (loculate, c'est dire ayant un locule ou chambre). On en on retrouve la forme  tronquée en une face valvaire simple chez les genres Gyrosigma (Naviculaceae) et Pleurosigma (Pleurosigmataceae).
Quelques caractères de chaque genre :
Acigonium (espèce A. gladarmatum, ) porte deux ocelles apicaux aux coins proximaux du manteau (mantle) valvulaire étroit et des processus marginaux en forme d'épée associés à des rimoportules. Des aréoles en rangées bilatérales autour du sternum axial.
Parodontella, (quatre espèces : P calamus, P. paucispinosa, P. obliqua, P. clavifera), a des « yeux » pédonculés sur la face de la valve lancéolée qui a les ocelles les plus hauts des élévations tubulaires. Des aréoles  en rangées bilatérales autour du sternum axial.
Stylorium (S. truncatum, S. alticolle) a des « yeux » sessiles (c'est-à-dire sans pédoncule) avec deux ocelles isolés près du bord du manteau de la valve circulaire. Des aréoles en lignes biparaboliques à partir d'un réticulum central sur la face valvulaire.
Thamnodiscus, est monotypique (T. rectispinosus). Ce genre a des valves tronconiques sans ocelle ; à la place des ocelles existe des processus labiaux appariés occlus par les rimoportules internes autour du centre de la valve. Des aréoles en lignes biparaboliques à partir d'un réticulum central sur la face valvulaire
Trieres n'a que deux rimoportulae. Parodontella en a quatre.
Note : le vocabulaire ci-dessus, spécifique aux diatomées (notamment les mots en italique), est explicité dans le glossaire anglophone cité en référence.

## Distribution
Cette famille est composée de genres fossiles découverts au Japon dans des dépôts sédimentaires de l'étage Miocène dites « formation Nabuto ».
En 2013 le genre Trieres, dont les espèces sont actuelles et font partie du plancton marin, a été ajouté à la liste des genres de cette famille. Ainsi :
- Trieres chinensis (Greville) Ashworth & E.C.Theriot, a été récoltée dans le port de Hong-Kong,
- Trieres mobiliensis (Bailey) Ashw. & Ther., a été trouvée à Mobile Bay (Alabama, États-Unis),
- Trieres regia (M.Schultze) Ashw. & Ther., a été identifiée en Mer du Nord, autour des îles Heligoland (Allemagne)[3].

## Liste des genres
Selon AlgaeBase (9 août 2022) :
- Acigonium S.Komura, 1999
- Parodontella S.Komura, 1999
- Stylorium S.Komura, 1999
- Thamnodiscus S.Komura, 1999
- Trieres M.P.Ashworth & E.C.Theriot, 2013

## Systématique
Le nom correct complet (avec auteur) de ce taxon est Parodontellaceae S.Komura.